# Kamešnica (góra)
Kamešnica (1856 m) – góra w Bośni i Hercegowinie oraz Chorwacji, część masywu Dinary.

## Opis
Jest położona na granicy bośniacko-chorwackiej, na południowy zachód od Livanjskiego polja. Jej najwyższym szczytem jest Konj (1856 m n.p.m.), który leży po stronie bośniacko-hercegowińskiej. Również tam leży szczyt Kamešnica (1810 m n.p.m.). Jej długość wynosi ok. 20 km. Rozciąga się od przełęczy Vaganj (1173 m n.p.m.) do zbiornika wodnego Buško.
Jest zbudowana z wapienia. Chorwacka strona jest przeważnie skalista i pozbawiona roślinności, zaś stronę bośniacko-hercegowińską porastają lasy bukowe, jodłowe i świerkowe.